# Bodil Rosing
Bodil Rosing, född 27 december 1877 i Köpenhamn, Danmark, död 31 december 1941 i Hollywood, Kalifornien, var en dansk-amerikansk skådespelare. Hon var utbildad vid Det Kongelige Teater. Rosing medverkade i över 80 amerikanska Hollywoodfilmer, ofta i roller som mödrar, pigor eller fruar av olika europeiska ursprung.

## Filmografi, urval
- 1925 – Kejsarn av Portugallien (ej krediterad)
- 1927 – Soluppgång
- 1929 – Jazzdrottningen
- 1929 – Broadway Babies
- 1930 – På västfronten intet nytt (ej krediterad)
- 1931 – Fången på slottet Reichendorf
- 1932 – Älskaren
- 1932 – Grand Hotel (ej krediterad)
- 1933 – Vi mötas i Wien
- 1933 – Ex-Lady
- 1933 – Drottning Christina (ej krediterad)
- 1934 – Den brokiga vävnaden
- 1934 – På väg till Mandalay
- 1935 – Roberta
- 1936 – Situationens herre (ej krediterad)
- 1938 – Komedien om oss människor
- 1938 – Uppror i äktenskapet
- 1938 – Den stora valsen (ej krediterad)
- 1941 – Längtan till solen